# Sophie Wolfrum
Sophie Wolfrum (* 1952 in Aue) ist eine deutsche Stadt- und Regionalplanerin sowie emeritierte Professorin; sie hatte bis 2018 den Lehrstuhl für Städtebau und Regionalplanung an der Technischen Universität München inne.

## Leben
Sophie Wolfrum wurde in Aue im sächsischen Erzgebirge geboren und wuchs am Niederrhein und in Schleswig-Holstein auf. Sie studierte von 1970 bis 1975 an der Universität Dortmund Raumplanung und legte im Jahr 1984 nach dem Referendariat in Hessen die Große Staatsprüfung im Fach Städtebau ab.
Nach Verwaltungspraxis als Stadtplanerin in Daressalam (Tansania) und Sindelfingen gründete sie 1989 zusammen mit Alban Janson ein Büro für Architektur und Stadtplanung. Von 1995 bis 1996 war sie Gastprofessorin an der Gesamthochschule Kassel (GHK), Fachbereich Stadtplanung/Landschaftsplanung. 2003 folgte sie einem Ruf der Technischen Universität München auf den Lehrstuhl für Städtebau und Regionalplanung an Fakultät für Architektur der Technischen Universität München, den sie bis 2018 innehatte. In den Jahren 2011–2014 war sie Dekanin der Fakultät Architektur der TU München.

## Mitgliedschaften
Sophie Wolfrum ist Mitglied in der Deutschen Akademie für Städtebau und Landesplanung DASL und der SRL und seit 1991 regelmäßig Fachjurorin in Preisgerichten sowie Expertin in Fachkommissionen und Gestaltungsbeiräten, u. a.: Internationale Bauausstellung Fürst-Pückler-Land 2002–2010, Goethe-Institut – Beirat des Fachbereiches Wissenschaft und Zeitgeschehen (seit 2015 Bildung und Diskurse) 2008–2016, Zürich Baukollegium 2006–2010. Im Jahr 2020 ist sie Mitglied der Gestaltungsbeiräte: Flughafen München, Campus Deutsche Bundesbank, Kirchheim unter Teck, Potsdam, Heidelberg, Wiesbaden.

## Auszeichnungen
Sophie Wolfrum erhielt zusammen mit Alban Janson (Janson + Wolfrum, Architektur + Stadtplanung) Auszeichnungen für
„Stadtgarten Böblingen“[3] zusammen mit den Landschaftsarchitekten Schmelzer/Bezzenberger: 1995 Deutscher Städtebaupreis, 1997 Hugo-Häring-Preis, 1997 Deutscher Landschaftsarchitektur-Preis.
„Scharnhauser Park“ in Ostfildern u. a.: 2002 BDA Auszeichnung guter Bauten, 2002 Sonderpreis des Wirtschaftsministeriums Baden-Württemberg „Stadt für Kinder“, 2003 Hugo-Häring-Preis, 2003 Architekturpreis Beton – Lobende Erwähnung, 2006 Finalist European Landscape Price Rosa Barba, 2006 Deutscher Städtebaupreis.
Zudem erhielt sie 2019 den Bayerischen Verdienstorden und 2018 die Leo-von-Klenze-Medaille.

## Publikationen (Auswahl)
- mit Alban Janson: Die Stadt als Architektur, Birkhäuser, Basel 2019, ISBN 978-3-0356-1797-9.
- mit Alban Janson: The City as Architecture, Birkhäuser, Basel 2019, ISBN 978-3-0356-1798-6.
- mit Heiner Stengel, Florian Kurbasik, Norbert Kling, Sofia Dona, Imke Mumm, Christian Zöhrer (Eds.), POROUS CITY. From Metaphor to Urban Agenda, Birkhäuser, Basel 2018,  ISBN 978-3-0356-1601-9.
- mit Alban Janson: Architektur der Stadt, Kraemeverlag, Stuttgart 2016, ISBN 978-3-7828-1147-7.
- mit Nikolai v. Brandis (Eds.): Performative Urbanism, Berlin 2015. ISBN 978-3-86859-304-4.
- (Hrsg.): PLATZATLAS. Stadträume in Europa, Basel 2015. ISBN 978-3-03821-648-3.
- (Ed.): SQUARES. Urban Spaces in Europe, Basel 2015. ISBN 978-3-03821-649-0.
- mit Alexandra Block, Markus Lanz, Franz Schiermeier: Theodor-Fischer-Atlas. Städtebauliche Planungen München. Schiermeier, München 2012, ISBN 978-3-943866-00-1.
- mit Winfried Nerdinger (Hrsg.): MULTIPLE CITY. Stadtkonzepte 1908 | 2008, Berlin 2008. ISBN 978-3-86859-001-2.
- Nicola Borgmann und Marco Goetz (Hrsg.): Perlen. Ausgewählte Freiräume in München. Franz Schiermeier Verlag, München 2020 ISBN 978-3-9813190-5-7 mit Beiträgen von Nicolette Baumeister, Matthias Castorph, Johannes Ernst, Benedict Esche, Peter Haimerl, Gottfried Hansjakob, Benedikt Hartl, Andreas Hild, Thomas Jocher, Karl R. Kegler, Elisabeth Merk, Dionys Ottl, Ritz Ritzer, Amandus Sattler, Karin Schmid, Martin Schnitzer, studioeuropa, Christiane Thalgott, Ludwig Wappner, Westner Schührer Zöhrer, Sophie Wolfrum, Tochtermann Wündrich, Max Otto Zitzelsberger